# Jos Deraeve
Jozef Jos De Raeve  ou Jos Deraeve est un footballeur et entraîneur belge né le 3 février 1949 à Hasselt (Belgique).
Il a joué comme attaquant au K Waterschei SV THOR Genk, ROC Montignies-sur-Sambre, Royal Antwerp FC et Saint-Trond VV dans les années 1970.